# Honingraatmosschijfje
Het honingraatmosschijfje (Lamprospora retinosa) is een schimmel behorend tot de familie Pyronemataceae. Het leeft in associatie met mossen, mogelijk zwak parasitisch. Hij groeit bij levende bladmossen in de kustduinen of op droge zandgronden. Het komt voor bij Bryum en het gewoon purpersteeltje (Ceratodon purpureus) (?).

## Kenmerken
De ascosporen zijn bolvormig en meten 15,6 tot 18,8 µm in diameter. De sporen zijn geornamenteerd met prominente richels van 0,6 tot 1,2 µm breed en 0,5 tot 1,0 µm hoog. 

## Verspreiding
Het  honingraatmosschijfje komt in Nederland zeldzaam voor.